# Barrow Haven
Barrow Haven – osada w Anglii, w hrabstwie ceremonialnym Lincolnshire, w dystrykcie (unitary authority) North Lincolnshire. Leży 52 km na północ od Lincoln i 244 km na północ od Londynu.